# ロードオブウォーズ
『ロードオブウォーズ』は、1988年にシステムソフトより発売されたパーソナルコンピュータ（PC-9800シリーズ）用ゲームソフトで、1991年11月29日にはPCエンジンCD-ROM2にも移植され販売された。ジャンルはウォー・シミュレーションゲーム。PCエンジン版はプロジェクトEGGにて2016年5月17日より配信開始。

## 概要
スクエア（ただし1列おきに半マスずらしてあり疑似ヘックスとしてある）により構成されたマップ中において、与えられた戦車等を用いて、各マップの攻撃目標を撃破し、コンクエスト島を制圧することを最終目標とするウォーシミュレーションゲームである。セピア調の描画方法が美しい硬派なゲームであった。
舞台となるコンクエスト島は人間の競争力を刺激するために創られた島であり、その島の中で搭乗者（クローン人間）と戦車等を駆使して、マップを制圧していくという設定となっている。したがって、人的被害は全く発生しないことになっている。各マップには制限ターンが設けられている。マップを制圧することにより新たにクローン人間・戦車等を手に入れたり、装甲を強化することが出来る。
なお、初級、中級、上級別の練習用マップをプレイすることが可能。

## ゲームの進行
- プレイするマップを選択する。
- 各車両にクローン人間を搭乗させる。
- マップに各車両を配置する。
- 各ターンの最初に各車両に対して、移動方法、攻撃目標等を設定する。設定終了後にゲームを進行させると各車両は設定された移動方法で目標に向かい、自動的に攻撃する。
- 各ターンは4フェイズに分割されており、自軍の移動→自軍の攻撃(敵の反撃有り)→敵軍の移動→敵軍の攻撃（自軍の反撃有り）の順に進む。
- 選択したマップでの目標を撃破すれば、次のマップへ進むことが出来る。

## 使用できる車両等

### 最初から与えられている車両
- 装甲車:移動能力・回避能力・偵察に優れているが、装甲が非常に薄い（戦車の砲撃を受けると、耐久値が残り1になる程）。攻撃フェイズでは1回の戦闘で2回砲撃できる（反撃フェイズでは1回しか攻撃できない）。
- 主力戦車:標準的な戦車。
- 陣地砲車:目的地点を決めて変形を選ぶと、強力な砲台となる車両。ただし、一度変形すると、自走形態には戻ることが出来ないし、修理も出来ない。また自走中は微々たる攻撃力しか持たない。
- 修理車:各車両を修理（耐久値を回復）することができる車両。ただし、修理車は修理できない（たとえもう1台修理車があっても）。

### マップ制圧によって加わる車両
- 重戦車:耐久値が高く、砲撃能力も戦車を上回る。装甲車であれば1撃で破壊可能。
- 自走砲:間接攻撃できる車両。破壊力はあるが、装甲車並みに装甲が薄い。
- 誘導弾車:発射時に着弾地点を設定すると、撃ち落とされない限り目標地点に飛んでいくミサイルを発射できる車両。敵兵器を追尾することはできない。

## その他
- 続編として「ロードオブパンツァーズ」が発売された。このソフトは現在でもシステムソフトアルファーよりダウンロード販売されている。